# Wahadło balistyczne

Zasada działania wahadła balistycznego

Wahadło balistyczne – przyrząd do wyznaczania prędkości ruchu pocisków. Wahadło ma postać masywnego ciała zawieszonego na pręcie lub linie. Ciało to jest jednocześnie tarczą dla pocisku i powinno być wykonane z takiego materiału, by umożliwić wbicie się i zatrzymanie pocisku (zwykle jest to worek z piaskiem). Trafienie pocisku w ciało może być wówczas interpretowane jako zderzenie całkowicie niesprężyste; wprawia ono układ tarcza + pocisk w ruch wahadłowy. Pomiar wychylenia wahadła pozwala wyznaczyć pęd pocisku przed trafieniem, a dzięki znajomości masy pocisku, również jego prędkość oraz energię kinetyczną.
Dla poprawienia dokładności pomiarów, pojedyncze ramię wahadła można zastąpić odpowiednim systemem drążków i przegubów (patrz także: prostowód), dzięki którym jego ruch ma tylko jeden stopień swobody. Tak skonstruowane wahadło obraca się w tylko w ustalonej płaszczyźnie, wokół jednej osi obrotu.
Wahadło balistyczne jest obecnie używane głównie jako przyrząd fizyczny do demonstracji przemian energii mechanicznej. Do wyznaczenia prędkości pocisku można użyć innych, dokładniejszych metod, w tym: radarów dopplerowskich, bramek indukcyjnych, szybkiej kamery, czasomierzy balistycznych lub stroboskopu.

## Zasada działania

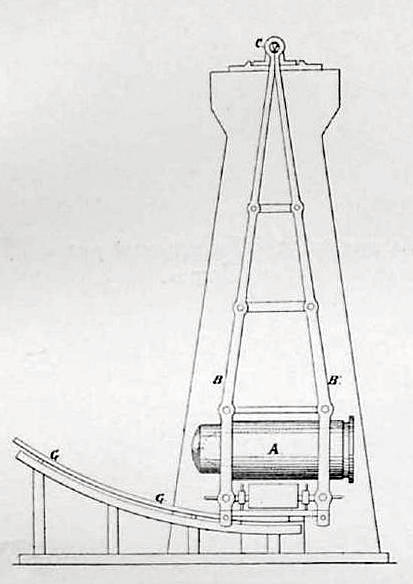
Wahadło balistyczne (1911)

Podczas trafienia pocisku, jego energia kinetyczna tylko w niewielkiej części zostaje przemieniona w energię kinetyczną ruchu tarczy; przeważająca część tej energii zostaje rozproszona w postaci ciepła (następuje ogrzanie układu tarcza + pocisk). Energia mechaniczna nie jest zatem zachowana. Obowiązuje natomiast zasada zachowania pędu:
{\displaystyle mU=(M+m)V,}
gdzie:
{\displaystyle m} – masa pocisku,
{\displaystyle U} – jego prędkość przed uderzeniem,
{\displaystyle M} – masa tarczy,
{\displaystyle V} – prędkość pozioma uzyskana przez układ (pocisk+tarcza) bezpośrednio po uderzeniu pocisku.
Lewa strona równania dotyczy sytuacji tuż przed zderzeniem, prawa tuż po zderzeniu. Wzór ten jest ściśle spełniony, gdy pominięta jest masa liny, na której zawieszona jest tarcza.
Dalsze zachowanie wahadła, o ile zostało trafione centralnie, i jego dalszy ruch odbywający się tylko w jednej płaszczyźnie (bez skręceń bocznych), analizujemy tak, jak ruch wahadła matematycznego, w którym energia kinetyczna cyklicznie przemieniana jest w energię potencjalną. Maksymalne wartości obu tych energii są sobie równe, zatem:
{\displaystyle {\frac {(M+m)V^{2}}{2}}=(M+m)gh,}
gdzie:
{\displaystyle g} – przyspieszenie ziemskie,
{\displaystyle h} – przyrostem wysokości uzyskanym w wyniku maksymalnego wychylenia tarczy.
Lewa strona równania reprezentuje energię kinetyczną układu bezpośrednio po zderzeniu, zaś prawa – jego energię potencjalną w chwili, gdy jest ona maksymalna (a zatem przy największym osiąganym wychyleniu wahadła).
Łącząc obydwa powyższe równania, otrzymujemy:
{\displaystyle U=\left(1+{\frac {M}{m}}\right){\sqrt {2gh}}.}
Wysokość, na jaką wznosi się tarcza, można wyrazić poprzez maksymalny kąt wychylenia wahadła α, oraz długość jego ramienia {\displaystyle L.} Z trygonometrii:
{\displaystyle h=L(1-\cos \alpha ).}
Podstawiając powyższe do wzoru na prędkość pocisku, otrzymujemy:
{\displaystyle U=\left(1+{\frac {M}{m}}\right){\sqrt {2gL(1-\cos \alpha )}}.}
Powyższy wzór pozostaje słuszny dla wychyleń nie większych niż kąt prosty.

## Przybliżone rozwiązanie z pomiarem odchylenia poziomego
W praktyce, wahadło jest często stosowane w warunkach, w których masa tarczy jest znacznie większa od masy pocisku, zaś kąt wychylenia – niewielki. Pozwala to na wprowadzenie przybliżeń, pozwalających na użycie wychylenia wahadła w poziomie {\displaystyle x,} które na ogół jest łatwe do bezpośredniego zmierzenia.
Gdy zachodzą warunki
{\displaystyle M/m\gg 1,\quad x/L\ll 1,}
prędkość pocisku można wyrazić następującym wzorem przybliżonym:
{\displaystyle U\approx {\frac {Mx}{m}}{\sqrt {\frac {g}{L}}}.}
Zastosowane przybliżenia wprowadzają błąd, który na ogół nie przekracza innych błędów metody, związanych m.in. z faktem, pocisk, podczas wbijania się w tarczę, nie porusza się ruchem prostoliniowym; każde odchylenie jego toru sprawia, że oprócz wychylenia w założonej płaszczyźnie występują również składowe ruchu tarczy w innych płaszczyznach i kierunkach.